# Frida Hartz
Frida Hartz (Ciudad de México, 25 de noviembre de 1960) es una fotógrafa y fotoperiodista mexicana reconocida por sus trabajos que reflejan la realidad sociopolítica y, en especial, de las mujeres indígenas.

## Carrera
Frida Hartz mostó interés desde muy temprano por la fotografía y a los 12 años tuvo su primera cámara. Estudió la carrera de docente en Artes Plásticas en el Instituto Nacional de Bellas Artes de México, donde combinó distintas disciplinas artísticas.
Comenzó con fotografía callejera y social, sobre todo de mujeres, mujeres indígenas y en movilizaciones sociales:

Mis temas fotográficos, aparte de la cuestión documental de corte social, han sido retratar las condiciones de vida de las mujeres del campo, de la ciudad, las trabajadoras, las amas de casa, la violencia, la inequidad y todo lo que tiene que ver con este sector de la sociedad que representa un mayor porcentaje de la sociedad mexicana.
Frida Hartz

Inició su carrera profesional en 1984, año en el que publicaron su primer trabajo fotográfico y en el que tuvo lugar la fundación del periódico La Jornada, donde desarrolló su carrera como fotoperiodista durante diecisiete años. En 1988 fue nombrada directora de fotografía, convirtiéndose en la primera mujer en ocupar el cargo en este medio y una de las pocas en México. En 2001 salió del periódico para participar en El Sur, medio de Acapulco. No tardó mucho en dejar este periódico para continuar su carrera como fotógrafa independiente, colaborando en distintas publicaciones en Alemania y Nueva York.
Participó en la obra colectiva Dos mundos bajo el mismo techo. Trabajo del hogar y no discriminación, del Consejo Nacional para Prevenir la Discriminación que vio la luz en el año 2012. Un libro que aborda la figura de las y los trabajadores domésticos y sus derechos laborales.
En su faceta como activista pertenece al grupo Feministas Socialistas en el Pacto Nacional de las Mujeres en la Lucha por la No Violencia, donde realiza denuncia y visibiliza la violencia hacia las mujeres.
Participó en el grupo de apoyo para la fundación del Museo de la Mujer.

## Obra
Para Frida Hartz el fotoperiodismo es el medio que le proporcionó la libertad para desarrollar su inspiración artística, arraigada en la realidad del momento y en la situación de su país. Como señala en entrevistas, nunca concibió su fotografía como algo para ser colgado en la pared.
La obra de Hartz se caracteriza por un marcado enfoque social. Sus trabajos más reconocibles y reconocidos han sido los dedicados a mujeres indígenas. En ellos refleja la realidad de estas mujeres, pero poniendo también de manifiesto su capacidad de liderazgo y presentándolas como sujetos activos y agentes de cambios sociales. De esta manera, su trabajo es de denuncia, pero sin estereotipar ni victimizar a las protagonistas.
Entre sus primeras obras se encuentra Sepelio, tomada en 1986 y publicada en enero de 1987 en la contraportada del diario La Jornada. Este trabajo obtiene en 1988 el primer premio en el concurso Mujeres vistas por mujeres, organizado por la Comunidad Europea. La imagen ilustra la noticia de una movilización de 3000 indígenas de las Huastecas que se reúnen con motivo del asesinato de cuatro campesinos en manos de las denominadas guardias blancas, una suerte de policía particular contratada por terratenientes. La imagen de mujer doliente que Hartz muestra en esta fotografía se va transformando con los años en otros trabajos para acabar reflejando a una indígena motor de cambio y con capacidad de liderazgo.
Su ensayo fotográfico La pólvora Maya ha sido expuesto en más de 20 países y ha recibido diversos reconocimientos. Entre ellos, en 1994 una mención única en el Premio Ensayo Fotográfico de la Casa de las Américas en Cuba “...por su capacidad para reflejar una arista de la realidad actual de América Latina con plasticidad refinada y gran poder de comunicación”. El ensayo recoge los conflictos de Guatemala y de Chiapas, mostrando la problemática sociopolítica centroamericana, pero dando énfasis en la situación de la mujer en estos contextos.

## Reconocimientos
- Premio Mujeres vistas por mujeres, convocado por la comunidad europea en 1989.
- Premio Ensayo Fotográfico Casa de las Américas”, de La Habana, Cuba en 1994.

## Exposiciones
- Rostros de la equidad, en el Globo, Museo del niño.[11]
- Paisajes mexicanos y Pueblo Indígena Maya, en la Casa de la Mujer.[12]
- La Pólvora Maya, en la Biblioteca Francisco Xavier Clavigero de la Universidad Iberoamericana de la Ciudad de México.
- Mujeres en lucha, en Casa Museo Benita Galeana.[13]